# Rodrigazo
Se denomina Rodrigazo a un «plan de ajuste» anunciado el 4 de junio de 1975 por el entonces ministro de Economía de Argentina, Celestino Rodrigo (1915-1987), durante la presidencia de María Estela Martínez de Perón y la gestión del por entonces hombre fuerte del gobierno peronista, José López Rega (1916-1989).
Con el argumento de eliminar la «distorsión» de los precios relativos, Rodrigo impulsó una serie de medidas de shock, que incluyeron una fuerte devaluación del peso, aumento de los servicios públicos, transporte y combustibles de hasta el 180 %,
y topes a los aumentos salariales acordados en las negociaciones colectivas, con el fin de retrasar considerablemente los salarios reales. Las medidas dispararon la inflación, que pasó del 24 % en 1974 al 182 % en 1975, dando inicio a una década y media de tasas de inflación superiores al 100 % anual.
Se produjo el desabastecimiento de gran cantidad de productos esenciales, entre ellos alimentos, combustibles y otros insumos para transporte.
El Rodrigazo generó una fuerte oposición del movimiento obrero argentino encabezado por la Confederación General del Trabajo (CGT), que se concretó en una huelga general (la primera contra un gobierno peronista) de 48 horas y grandes movilizaciones populares, que causaron la renuncia del ministro Rodrigo y José López Rega.

## Antecedentes
La economía argentina hasta 1975, a pesar de sus vaivenes políticos, llevaba 11 años de crecimiento continuo. Sin embargo, no pudo ser ajena a la crisis del petróleo de 1973. Ese año (el 25 de mayo de 1973), el peronismo volvió al poder con la elección de Héctor Cámpora, que tenía en su gobierno a un sector simpatizante de la izquierda peronista.
El Ministro de Economía de Cámpora era José Ber Gelbard, un inmigrante polaco, empresario, con fuertes vínculos con el PC (Partido Comunista), fundador de la Confederación General Económica (CGE) y hombre de confianza de Perón. Gelbard llevó adelante un plan keynesiano de aumento de los salarios en términos reales, para fortalecer el mercado interno.
La situación del país era bastante agitada; Gelbard intentó mantener un Pacto Social entre la CGE, la Confederación General del Trabajo (CGT) y la Unión Industrial Argentina (UIA) para contener la inflación y, por otro lado, intentar una redistribución de la riqueza. El primer año de su gestión ―ayudado inicialmente por los altos precios de los productos agropecuarios― logró en cierta medida el objetivo.

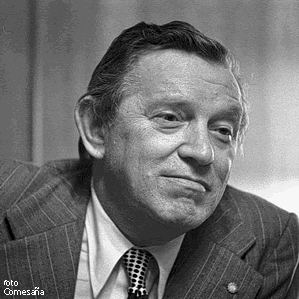
José Ber Gelbard

En el período 1973-1974, la participación del salario en relación con el producto interno bruto aumentó un 20 %. El objetivo de Gelbard era llegar a 1977 con un salario que representara el 50 % del PBI, el famoso «fifty-fifty» que había logrado Perón en los últimos años de su Gobierno (entre 1946 y 1955). En ese momento, los aumentos de precios eran autorizados solo si se comprobaban mayores costos.
El plan de Gelbard era criticado por la izquierda (con la excepción del Partido Comunista), que lo consideraba «reformista», y por la derecha, que lo consideraba «comunista». Pero el contexto internacional estaba cada vez más complicado. La crisis del petróleo golpeaba a todo el mundo y la primera reacción de Europa fue un mayor proteccionismo comercial, lo que redujo tanto en precios como en cantidad, gran parte de las exportaciones argentinas. Por otra parte, el aumento del costo del petróleo también impactó directamente en el país sudamericano, un importador neto de este fundamental producto.
El tipo de cambio artificialmente bajo y un altísimo déficit fiscal (aproximadamente un 14 % del PIB, cubierto por emisión de moneda), explica por qué a fines de 1974, Argentina había perdido casi dos tercios de sus reservas internacionales. Las reservas internacionales pasaron de 1400 millones de dólares (en diciembre de 1974) a 700 millones (en junio de 1975). Al paso del tiempo, el control de precios se hacía más difícil de sostener, el desabastecimiento se hacía cada vez mayor, y el mercado en negro aumentaba.
Por otra parte, a nivel regional, la situación se encontraba fuertemente convulsionada. Los gobiernos de centroizquierda o directamente de izquierda estaban siendo reemplazados por dictaduras militares en el marco del Plan Cóndor, una operación clandestina promovida en toda América Latina por los Estados Unidos para combatir a la percibida «amenaza comunista».
La esperanza de Gelbard para salvar su plan, era la firma de convenios comerciales con los países socialistas de Europa del Este y China. Para ello hizo una gira por esa región y firmó algunos convenios. Sin embargo, en un mundo polarizado por la Guerra Fría este intento tenía obstáculos políticos insalvables. Un ejemplo de esto fue el bloqueo por parte de los Estados Unidos a la venta a Cuba de autos fabricados por empresas estadounidenses en Argentina.

## Presidencia de Isabel Perón y elRodrigazo

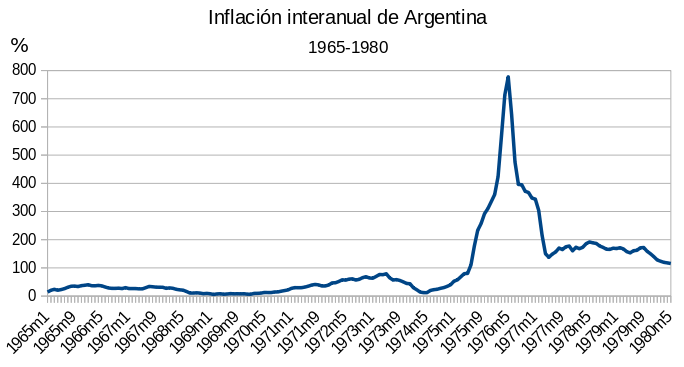
Inflación anualizada a partir de meses seleccionados entre 1965 y 1980.

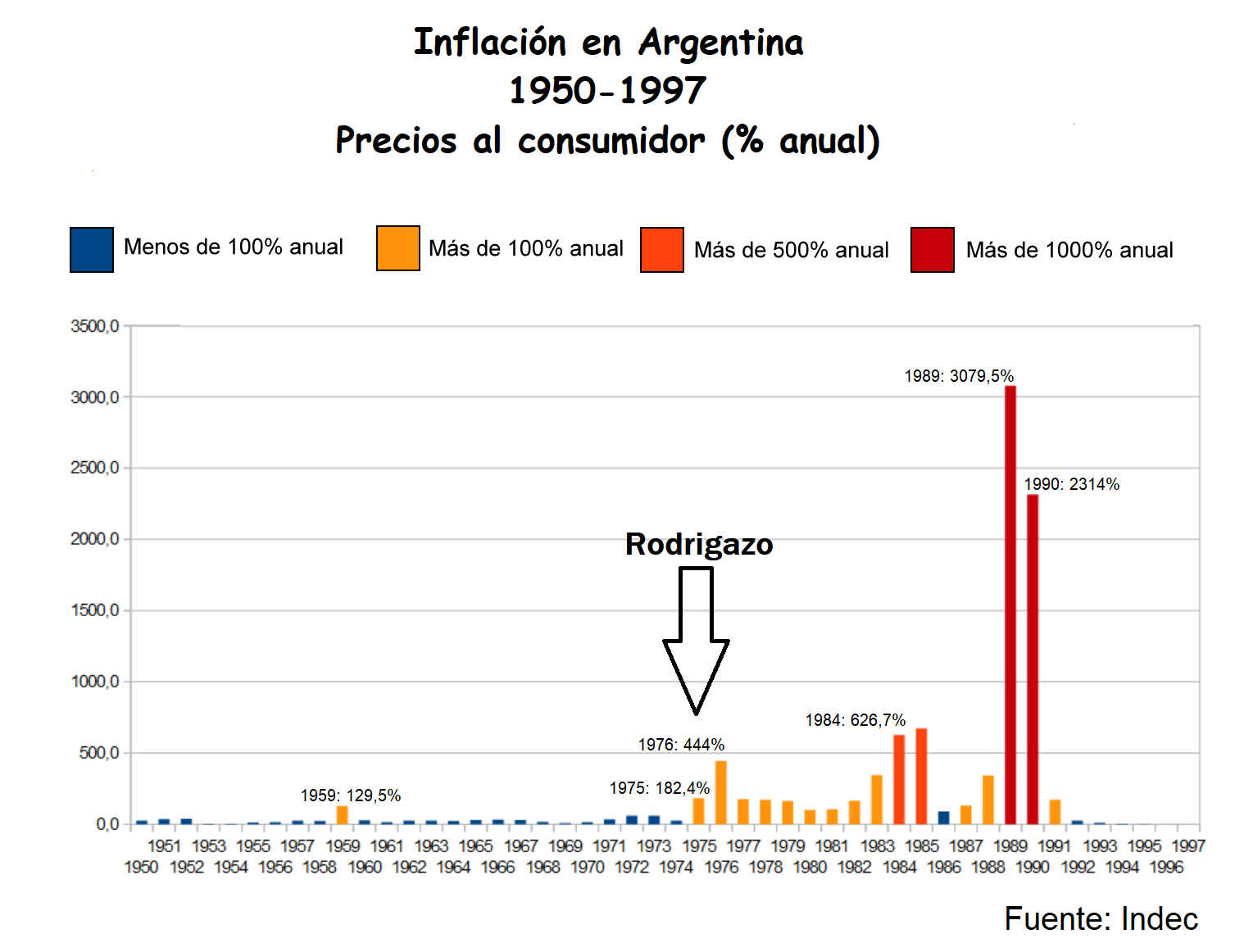
El Rodrigazo marcó el inicio de un período de muy altas tasas de inflación, superiores al 100 %, que se extendió durante 16 años, hasta 1990.

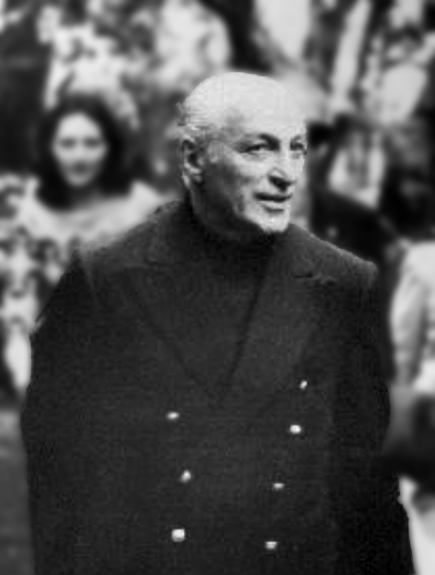
La masiva huelga general del 7 y 8 de julio de la CGT contra el Rodrigazo, produjo la caída del ministro López Rega, de la logia Propaganda Due y cabeza de la Triple A, quien se vio obligado a renunciar y escapar del país.

El 1 de julio de 1974 murió Juan Domingo Perón mientras era presidente, siendo reemplazado por la vicepresidente María Estela Martínez de Perón, conocida como Isabel Perón. La influencia en el gobierno de José López Rega, un opositor a Gelbard, aumentó considerablemente mientras que la situación económica y política del país empezaba a deteriorarse rápidamente. El consenso buscado en el Pacto Social se terminó rompiendo definitivamente, y la posición de Gelbard quedó muy debilitada.
Isabel Perón tuvo seis ministros de Economía, a un promedio de uno cada tres meses:
- José Ber Gelbard,
- Alfredo Gómez Morales,
- Celestino Rodrigo,
- Pedro José Bonanni,
- Antonio Cafiero y
- Emilio Mondelli.

Tres meses después de asumir, Isabelita despidió a Gelbard ―amenazado por la Triple A y a quien un año después la dictadura cívico-militar (1976-1983) le quitaría la nacionalidad argentina―, que había manejado la economía con los presidentes Cámpora, Lastiri y Perón, y nombró en su lugar al candidato del sector sindical, Alfredo Gómez Morales.
Gómez Morales dejó de lado la política desarrollista de Gelbard ―que había estado basada en el diálogo social y el fortalecimiento del mercado interno― y aplicó una política ortodoxa que no obtuvo resultados, reduciendo en nueve meses de gestión las reservas a la mitad, más que duplicando la inflación, que se ubicó en un 80 % anual y aumentando notablemente el déficit fiscal.
El fin del Pacto Social reabrió las paritarias para negociaciones colectivas sectoriales, suspendidas desde 1973.
El fracaso de Gómez Morales permitió que el ala de extrema derecha liderada por López Rega impusiera a su candidato: Celestino Rodrigo, quien se había desempeñado como secretario de Seguridad Social bajo su mando. Rodrigo asumió el 2 de junio de 1975 y a los dos días de asumir anunció una política de shock diseñada por el viceministro Ricardo Zinn (1926-1995), economista ligado a José Alfredo Martínez de Hoz (1925-2013) y a las nuevas corrientes neoliberales, que ocuparía un puesto importante en el equipo económico de la dictadura cívico-militar (1976-1983), donde sería el autor del eslogan «Achicar el Estado es agrandar la Nación».
Rodrigo era ingeniero industrial, pero de muy buena relación con López Rega.
Los argumentos oficiales fueron la necesidad de reducir el déficit público existente y aumentar la productividad de las empresas vía devaluación del peso. Para Ricardo Zinn, había una «guerra» por la distribución del ingreso. El plan buscaba remediar el aumento en la inflación,
cuya causa Martínez de Hoz atribuía a la emisión monetaria que Gelbard había llevado a cabo durante el período 1973-1974.
El shock fue conocido con el nombre de «Rodrigazo» y disponía una devaluación del peso del 160 % y un aumento de las tarifas y los combustibles de hasta el 180 %.
Su objetivo era adelantar los precios a los salarios, para licuar las deudas de las empresas, para luego estabilizar y liberar la economía para la entrada del capital extranjero.
El plan económico establecía también un tope del 40 % para los aumentos salariales acordados en paritarias de negociación colectiva. Para los sindicatos, que habían acordado con las cámaras patronales aumentos salariales que promediaban el doble del tope, el Rodrigazo era una declaración de guerra.
En mayo de 1975 se anunció una profunda reforma tributaria que eliminó impuestos provinciales de menor cuantía y bajó el IV (impuesto al valor, que fue el antecedente del IVA― del 14.5 % al 7,5 % sobre la ventas de productos de consumo masivo (ropa, combustibles, alimentos, electrodomésticos, etc) y un IV reducido del 5 % a productos esenciales (como alimentos y medicamentos).
El plan fue anunciado el día 4 de junio de 1975 por cadena nacional en radio y televisión. El ajuste principal consistía en:
- Devaluación del peso en relación con el dólar en el mercado oficial, pasando en el caso del comercial, de una tasa de 10 pesos por dólar a otra de 26 (en promedio, una depreciación del 61 %), y en el del financiero, de una tasa de 15 pesos por dólar a otra de 30
- Nuevo desdoblamiento cambiario respecto del dólar, el dólar turístico, a una tasa de 45 pesos por dólar.
- Alza de hasta un 75 % en las tarifas eléctricas.
- Como contraparte, suba de hasta un 80 % para los salarios.

Rodrigo sostuvo que su objetivo era corregir los «desequilibrios» a través de la devaluación del peso, la suba de impuestos a los trabajadores y el descongelamiento de precios y tarifas. Por otra parte, el banquero Ricardo Zinn (1926-1995), viceministro de Rodrigo, encabezaba una liberalización de la economía argentina al capital extranjero licuando gran parte de las deudas de las empresas (que estaban en pesos) y disminuyendo enormemente el poder adquisitivo de la población trabajadora.
Frente a la decisión de la presidenta de no homologar los convenios colectivos, la CGT declaró por 48 horas, para el 7 y 8 de julio de 1975, la primera huelga general realizada contra un gobierno peronista.
La masividad y contundencia del paro obligó a la presidenta a homologar los convenios colectivos y causó el colapso de todo el grupo de López Rega, que huyeron del país.
Rodrigo hizo por televisión una apelación al país para que aceptara su plan, que no tuvo efecto. El 21 de julio de 1975 dimitió, junto con su viceministro Ricardo Zinn.
El sindicalismo rechazó los planteos del gobierno, que limitaban las subas de salarios por paritarias a 38 % y luego a 40 %. La CGT intentó negociar un mayor aumento de salarios, que gracias al desborde y fuerte movilización de los trabajadores, generaron el primer paro contra una administración peronista (de 48 horas), y finalmente se acordó un aumento en promedio del 180 % en los salarios, pero que en gran parte fue licuado por la inflación.

## Consecuencias
Luego del Rodrigazo la economía entró en recesión y el país quedó al borde del default de su deuda externa, razón por la cual el gobierno se vio obligado a realizar un acuerdo con el Fondo Monetario Internacional, el primero realizado por un gobierno peronista.
El shock marcó el inicio de un período de dieciséis años con tasas de inflación anual superiores al 50 %, que finalizó en 1991.
Isabel nombró ministro a Pedro José Bonanni, pero su decisión de convocar a los empresarios y marginar a los sindicatos de las consultas para elaborar un nuevo plan económico, precipitó su renuncia a solo tres semanas de designado.
El 11 de agosto de 1975 asumió como ministro Antonio Cafiero quien no consiguió modificar el rumbo catastrófico que estaba tomando la economía, agravado por las operaciones que realizaban ya desembozadamente los grupos golpistas. Para fin de año el déficit público llegó al 12,4 %, todos los indicadores sociales se deterioraban aceleradamente y la tasa de inflación pasó del 24,4 % en 1974 al 182,4 % en 1975 y 444 % en 1976.
El 3 de febrero de 1976 fue reemplazado por Emilio Mondelli, bajo cuya gestión la Argentina tuvo el primer brote hiperinflacionario de su historia, en marzo, cuando el aumento de precios llegó al 54 % mensual y el grupo golpista tomaba el poder para imponer una dictadura cívico-militar (1976-1983).
Celestino Rodrigo, después del golpe de Estado en 1976, fue procesado por la dictadura cívico-militar (1976-1983) en un supuesto caso de corrupción y pasó casi 4 años en prisión sin juicio. Vuelta la democracia, defendió su ajuste y lamentó que su apellido hubiera quedado ligado negativamente a la historia argentina. Murió en 1987.
Ricardo Zinn, por otra parte, terminó siendo funcionario de la dictadura cívico-militar argentina (1976-1983), y más tarde del gobierno de Carlos Saúl Menem (entre 1989 y 1999). Fue uno de los encargados de elaborar los planes de privatización de las empresas públicas argentinas en los años noventa.
Militó brevemente en la Ucedé y terminó su vida en un accidente aéreo junto con José Estenssoro, el entonces presidente de YPF.

## Origen del término
En el diario La Prensa del 6 de junio de 1975 se menciona (bajo el título Nuevo Término) que, en la sesión de la Cámara de Diputados del 5 de junio de 1975, el diputado nacional de Vanguardia Federal de la provincia de Tucumán, Juan Carlos Cárdenas, habló sobre la gestión del ministro Celestino Rodrigo, y calificó a la misma de Rodrigazo.

## Consecuencias en la moneda circulante
Entre 1976 y 1982, aparecieron nuevos valores de pesos ley:
- 5 000,
- 10 000,
- 50 000,
- 100 000,
- 500 000 y
- 1 000 000.